# Białowieska Stacja Geobotaniczna

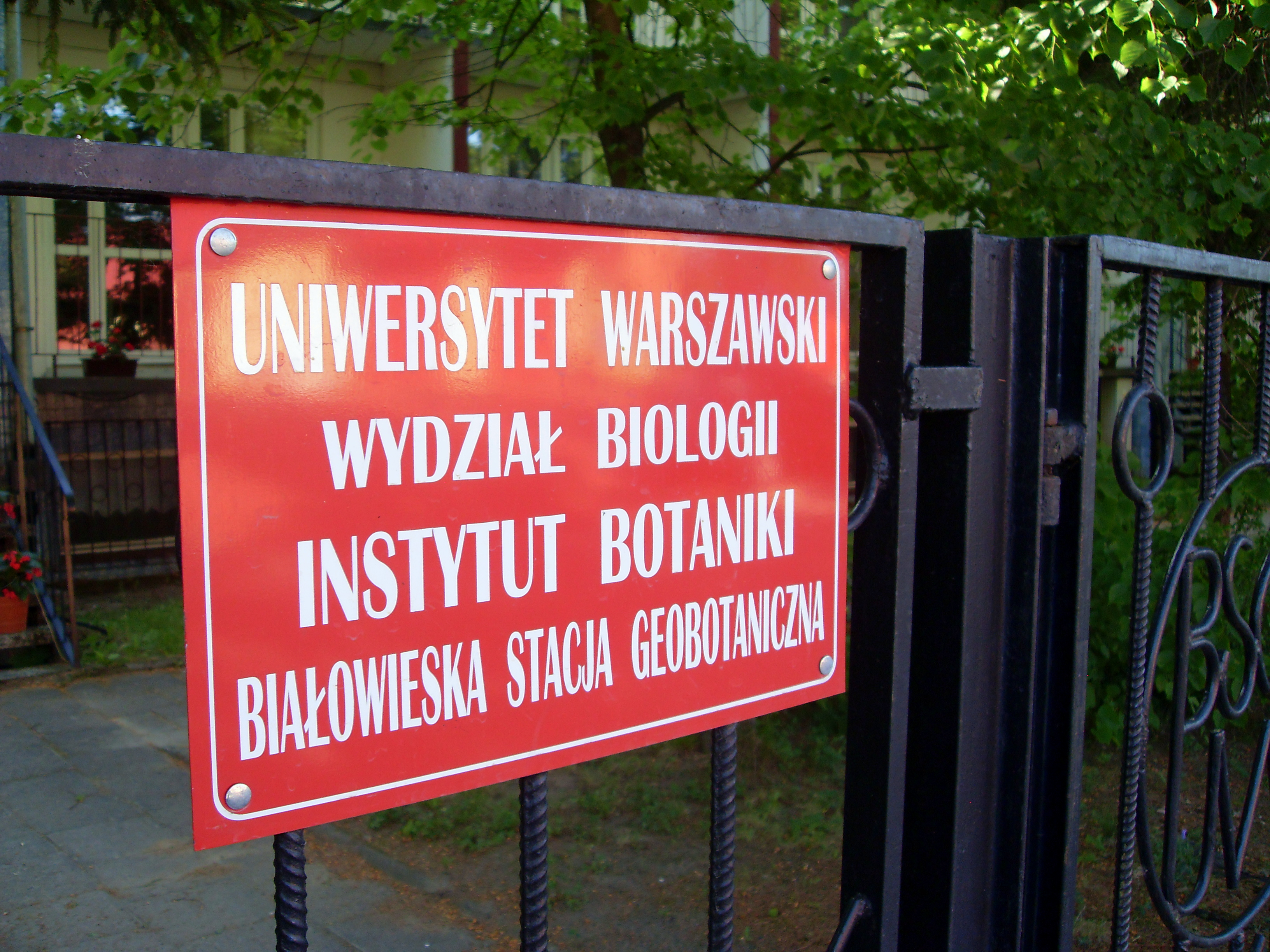
Tablica informacyjna przy wejściu

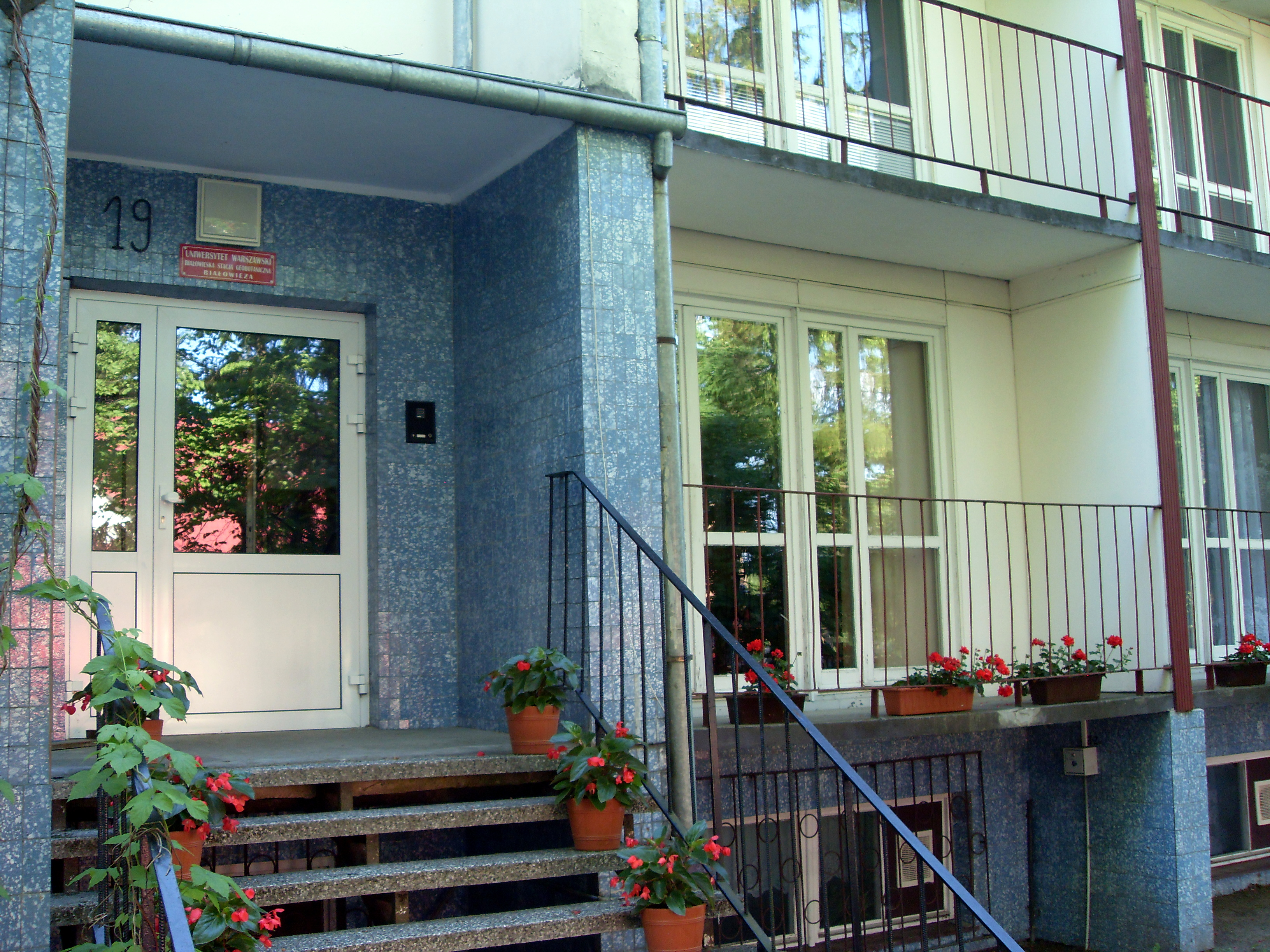
Budynek Stacji

Białowieska Stacja Geobotaniczna  (Białowieża Geobotanical Station) – jednostka organizacyjna funkcjonująca na prawach zakładu naukowego w strukturach Instytutu Botaniki Wydziału Biologii Uniwersytetu Warszawskiego. 

## Opis
Została utworzona w 1952 roku przez prof. Władysława Matuszkiewicza. Do 2004 roku kierownikiem stacji był prof. Janusz Bogdan Faliński. Zaplecze dydaktyczne stanowią trzy sale wykładowe oraz liczne laboratoria. W skład BSG wchodzą  pracownie: analityczna, hodowlana, zielnik, biblioteka, archiwum naukowe, ogród eksperymentalny. Ponadto placówka posiada pokoje gościnne (9 dwuosobowych, 1 trzyosobowy), bursę studencką (22 miejsca). Stacja jest czynna przez cały rok.
Problematyka badań jaką zajmuje się Stacja obejmuje: dynamikę roślinności; biologię populacji roślinnych; różnorodność biologiczną; strukturę i dynamikę zespołów owadów Puszczy Białowieskiej. Głównymi obiektami badań są: Puszcza Białowieska i inne obiekty przyrodnicze w Polsce. Stacja posiada również do swojej dyspozycji system stałych powierzchni do długoterminowych badań ekologicznych. 